# إيما بيل كليفتون
إيما بيل كليفتون (بالإنجليزية: Emma Bell Clifton)‏ هي ممثلة أمريكية، ولدت في 1 نوفمبر 1874 في بيتسبرغ في الولايات المتحدة، وتوفيت في 3 أغسطس 1922 في لوس أنجلوس في الولايات المتحدة.

## أعمال

### أفلام
- (1914) تحت المظلة
- (1914) كسب العيش

## وصلات خارجية
- إيما بيل كليفتون على موقع IMDb (الإنجليزية)
- إيما بيل كليفتون على موقع قاعدة بيانات الفيلم (الإنجليزية)